# Sinowenator
Sinowenator (Sinovenator changii) – teropod z rodziny troodonów.
Żył w epoce wczesnej kredy (ok. 130 mln lat temu) na terenach wschodniej Azji. Długość ciała do 1 m. Jego szczątki znaleziono w 2002 r. w Chinach (prowincja Liaoning). Był to bazalny przedstawiciel rodziny troodonów i wykazywał duże podobieństwo do dromeozaurów.
Holotyp to szkielet zawierający niekompletną czaszkę, kręgi (4 szyjne, 12 grzbietowych, kość krzyżową, 4 ogonowe), 2 niekompletne żebra, kości obręczy i kończyn: przednich (łopatkę, kość kruczą, część kości ramiennej, kość łokciową, kości śródręcza, pazur) oraz tylnych (kość biodrową, łonową, kości udowe i piszczelowe, II, III i IV kość śródstopia, paliczek II-2, pazur II). Do rodzaju Sinovenator przypisano też stopę.
Nazwa Sinovenator pochodzi od łacińskich słów Sinae (oznaczającego Chiny) i Venator (łowca). Epitet gatunkowy honoruje Meeman Chang z Instytutu Paleontologii Kręgowców i Paleoantropologii Chińskiej Akademii Nauk w Pekinie za znacząca rolę w badaniach nad fauną Jehol.